# 군벌 시대
군벌 시대는 1916년부터 1928년까지 중화민국의 역사에서 북양군과 다른 지역 세력의 경쟁적인 군벌들 사이에 국가 통제권이 분열되었던 시기이다. 이 시대는 신해혁명으로 청나라가 전복되고 1912년에 중화민국이 수립된 후 중국 총통이었던 위안스카이의 죽음과 함께 시작되었다. 위안스카이가 1916년 6월 6일 사망하자 권력 공백이 발생했고, 이 공백은 군사 강자들과 광범위한 폭력, 혼란, 억압으로 채워졌다. 광저우시를 기반으로 한 쑨원의 민족주의 중국국민당(KMT) 정부는 베이징시를 기반으로 한 위안스카이의 북양정부와 중국의 합법적인 정부로 인정받기 위해 경쟁하기 시작했다.
가장 강력한 파벌은 북부 여러 성을 장악한 펑궈장이 이끄는 직계군벌, 남동부 여러 성에 기반을 둔 돤치루이가 이끄는 환계군벌, 그리고 만주에 기반을 둔 장쭤린이 이끄는 봉천군벌이었다. 이 세 파벌은 영토와 패권을 놓고 자주 충돌했다. 1917년 중반, 위안스카이의 후계자 리위안훙이 돤치루이를 총리직에서 해임하려 하자, 장군 장쉰은 리위안훙에게 사임할 것을 강요하고 잠시 청나라를 복원하려 시도했지만, 돤치루이의 군대에 의해 진압되었다. 펑궈장이 대리 총통이 되었으나, 1918년 말 돤치루이에 의해 물러나고 쉬스창으로 교체되었다. 1920년 중반, 새로운 직계군벌 지도자들인 차오쿤과 우페이푸는 장쭤린과 동맹을 맺어 직환전쟁에서 돤치루이를 물리쳤다. 차오쿤과 장쭤린 사이에 권력 다툼이 일어났고, 1922년 제1차 직봉 전쟁에서 차오쿤의 승리로 끝났다. 차오쿤은 1924년까지 총통이었으나, 제2차 직봉 전쟁 중 부하 펑위샹의 배신으로 차오쿤에 대항하는 쿠데타를 일으켜 장쭤린과 합류했다. 펑위샹과 장쭤린은 권력을 분할하고 돤치루이를 총통으로 소환했으나, 장쭤린은 1926년 둘을 모두 제거했다. 1927년, 그는 스스로를 대원수로 선언했다.
위안스카이의 독재와 돤치루이가 북양 정부의 통제를 남부까지 확장하려던 시도에 맞서 협력했던 중국 남부의 군벌들은 쓰촨, 윈난, 후난성, 광시 군벌 등으로 나뉘어 있었다. 1917년, 쑨원은 광저우에 호법군정부를 설립하여 북양 군벌에 저항했으나, 남부 군벌들이 그와 통제권을 놓고 다투면서 쑨원은 1918년 이를 포기하게 되었다. 1920년, 천중밍이 광둥-광시 전쟁에서 광둥을 침공하여 통제권을 얻었고, 이후 쑨원은 광저우로 돌아왔다. 1922년, 천중밍과 쑨원은 정치적 의견 차이로 갈라섰고, 이후 윈난과 광시 군벌들이 1923년 쑨원이 권력을 되찾는 것을 도왔다. 군벌에 의존하는 문제를 해결하기 위해 쑨원은 소련의 지원을 받아 자체적인 당 및 군사 인프라를 구축하고, 황포군관학교와 국민혁명군 (NRA)을 설립했다. 1925년 쑨원이 사망한 후, 황포군관학교 교장이었던 장제스가 국민혁명군과 중국국민당의 지도자로 부상했다. 1926년, 그는 북벌을 개시하여 직계군벌과 환계군벌의 군대를 격파했다. 장쭤린은 1928년 일본인에게 암살되었고, 12월 29일 그의 아들 장쉐량이 장제스의 국민정부의 지도력을 수용함으로써 중국은 재통일되고 난징 10년이 시작되었다.
1928년 공식적으로 시대가 종료되었음에도 불구하고, 여러 군벌들은 1930년대와 1940년대에도 영향력을 유지하여  중원 대전과 같은 사건이 발생했다. 이 전쟁에서는 산서성의 전 군벌 옌시산, 펑위샹, 그리고 광시의 리쭝런이 장제스에게 반란을 일으켰다. 전 군벌들의 지역 통제는 중일 전쟁과 국공 내전 동안 난징 정부에게 문제가 되었으며, 1949년 공산주의자들의 최종 승리에 기여했다. 다른 주요 군벌들로는 간쑤성, 닝샤 후이족 자치구, 칭하이성의 마가군, 쓰촨성의 류샹과 류원후이, 윈난성의 룽윈, 후난성의 장징야오, 산둥성의 장쭝창과 한푸쥐, 그리고 신장 위구르 자치구의 성스차이 등이 있었다.

## 용어

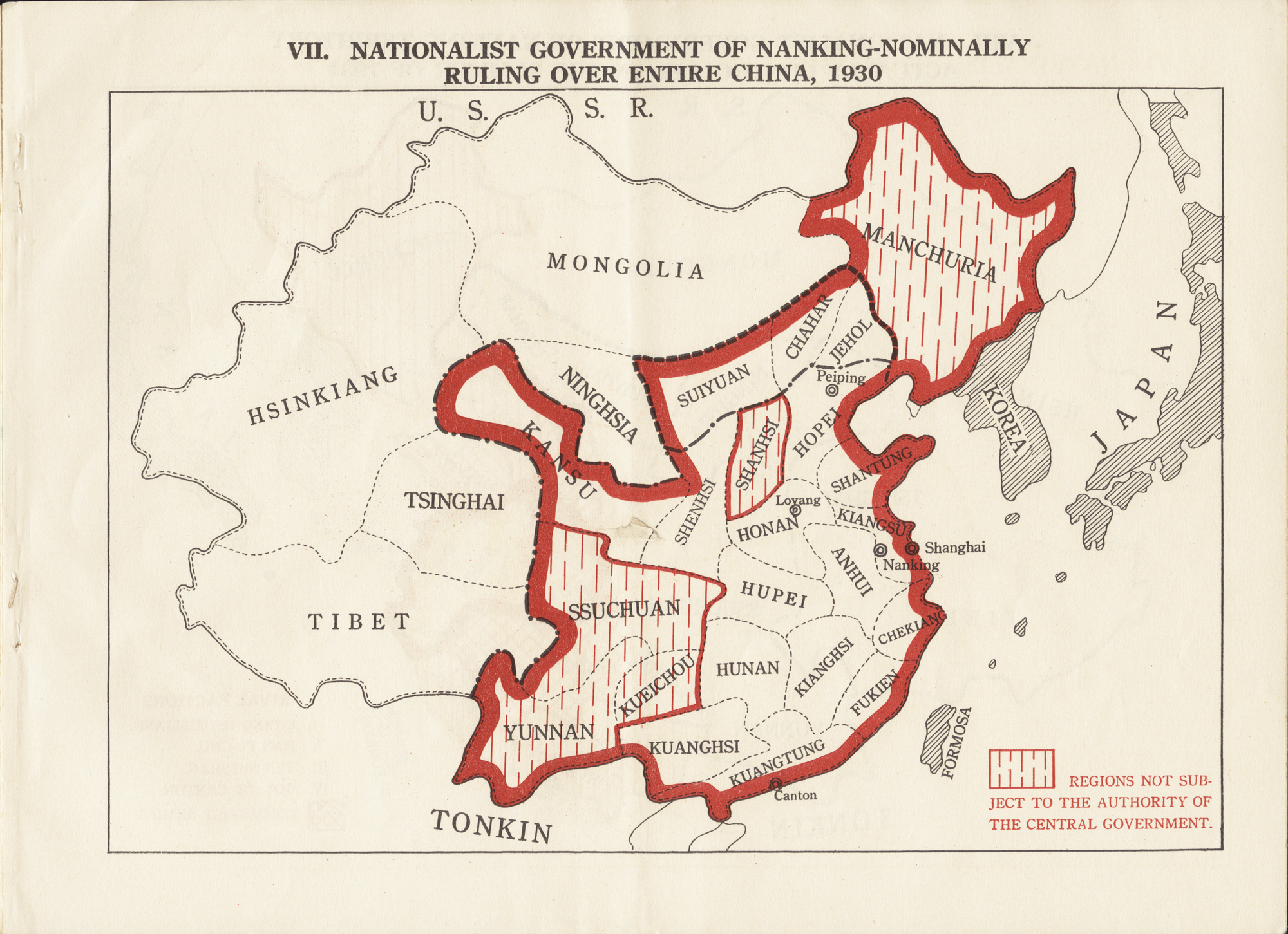
1930년대 초, 중국의 대부분의 군벌들은 명목상 난징의 국민정부에 충성했다.

신문화운동 시기, 천두슈는 일본의 군벌에서 유래한 군벌(軍閥)이라는 용어를 도입했다. 이 용어는 1920년대에 좌파 단체들이 지역 군국주의자들을 비난하기 위해 사용되기 전까지는 널리 사용되지 않았다. 이전에는 이러한 군국주의 지도자들은 위안스카이가 권력을 중앙집중화한 후 도입한 체계 때문에 투춘(督軍), 즉 성(省) 군사 총독으로 알려져 있었다.

## 기원

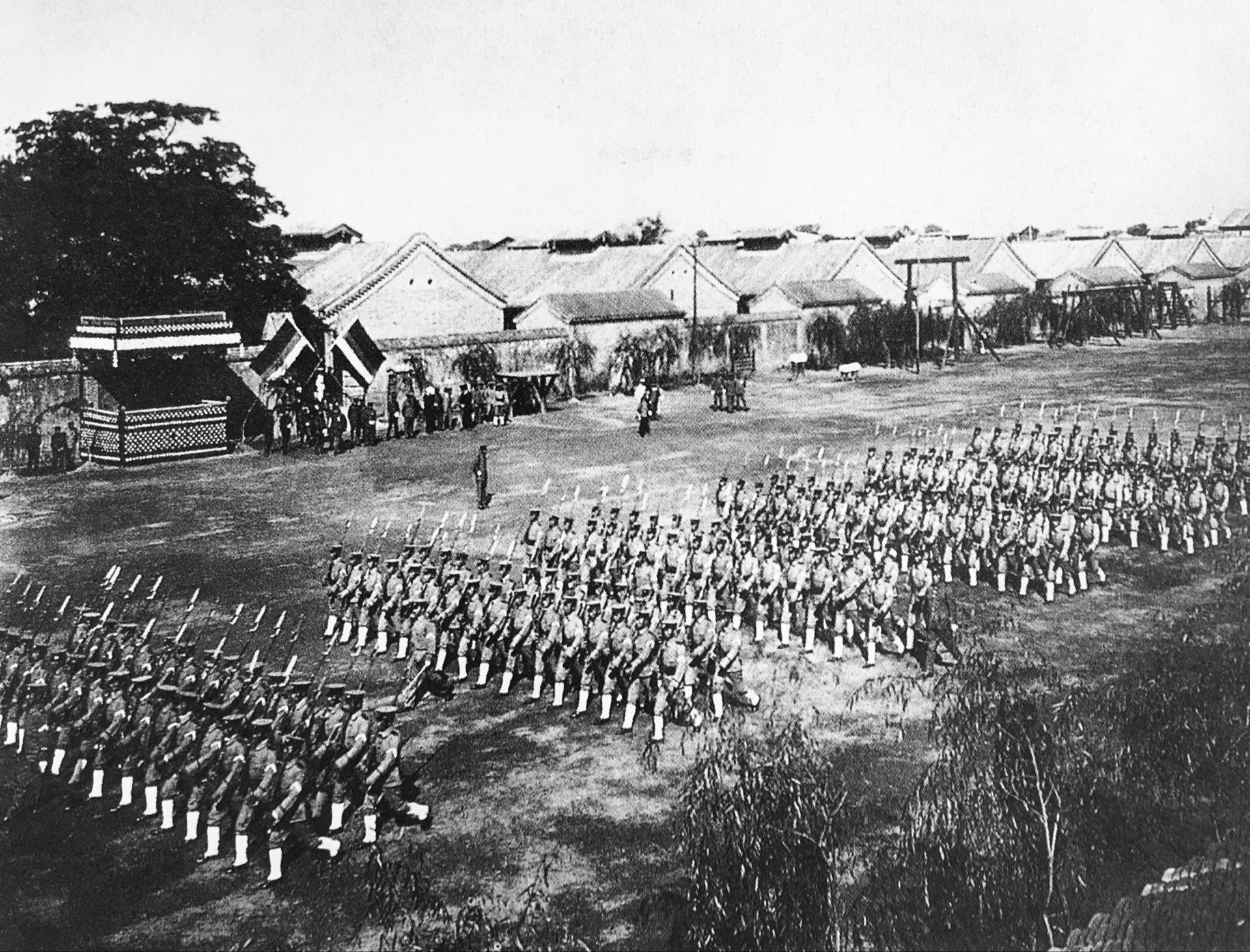
훈련 중인 북양군

1912년 이후 정치를 지배했던 군대와 지도자들의 기원은 청나라 말기의 군사 개혁에 있었다. 태평천국의 난 (1850-1864) 동안, 청나라는 태평천국 반군에 맞서 싸우기 위해 지방 총독들이 자체 군대인 향용을 모집하도록 강요받았다. 이들 지방군은 이홍장의 회군처럼 태평천국의 난이 끝난 후에도 해산되지 않은 경우가 많았다.
강력한 유대감, 가족적 유대, 그리고 병사들에 대한 존중하는 처우가 강조되었다. 장교는 절대로 순환 배치되지 않았고, 병사들은 지휘관이 직접 선발했으며, 지휘관은 장군이 직접 선발하여 팔기군과는 달리 지역 장교와 병사들 사이에 개인적인 충성 관계가 형성되었다. 청나라 말기의 개혁은 국가군을 설립하지 않았다. 대신, 표준화나 일관성이 없는 지역군과 민병들을 동원했다. 장교들은 직속 상관에게 충성했으며, 출신지나 배경에 따라 파벌을 형성했다. 부대는 같은 성 출신 남성들로 구성되었다. 이 정책은 방언 오해를 줄이기 위한 것이었지만, 지역주의 경향을 장려하는 부작용을 낳았다.
태평천국의 난 이후의 총독들이 일반적으로 군벌의 직접적인 전임자로 인정되지는 않지만, 그들의 결합된 군사-민사 권한과 이전 총독들에 비해 다소 커진 권한은 공화국 시대 지방 지도자들에게 모델을 제공했다. 청나라 말기에 통일된 군대가 없어서 군사력이 분열되었고, 혁명 중 지방주의가 부상하면서 군벌의 확산에 큰 요인이 되었다. 행정적, 재정적 장애물 외에도 청나라 말기 정부는 정치적 통제를 유지하기 위해 이러한 분할된 군사 구조에 의존했던 것으로 보인다.
학자들이 고도로 군사화되면서 군사 전문성의 필요성이 증가했고, 비학자 출신 장교들이 높은 지휘관 직위와 심지어 민간 관료직에서도 높은 자리에 오르게 되었다. 이 시기에 군대가 민간 행정을 능가했다. 독일과 일본의 국가에 대한 군사 우월주의 사상의 영향과 장교 계급 내 다양한 파벌들 간의 국가적 단결 부재가 권력 분열을 초래했다.
가장 강력한 지역군은 위안스카이 휘하의 북양군으로, 최고의 훈련과 현대식 무기를 지급받았다. 1911년 신해혁명은 중국 남부 전역에 광범위한 반란을 일으켰다. 혁명은 1911년 10월 우창 봉기로 시작되었는데, 병사들이 반란을 일으키고 정치적 반대파로 전향하기 시작했다. 이 혁명군은 이듬해 난징시에 쑨원 휘하의 임시 정부를 수립했는데, 그는 긴 망명 생활에서 돌아와 혁명을 이끌었다. 혁명군이 북양군을 물리칠 만큼 강하지 않았고, 계속되는 싸움은 거의 확실히 패배로 이어질 것이 분명해졌다. 대신, 쑨원은 북양군 사령관 위안스카이와 청나라를 종식시키고 중국을 재통일하기 위해 협상했다. 그 대가로 쑨원은 총통직을 넘겨주고 위안스카이를 신 공화국의 총통으로 추천할 것이었다. 위안스카이는 난징시로 이전하는 것을 거부하고 자신의 권력 기반이 확고한 베이징시에 수도를 유지할 것을 주장했다.
위안스카이의 증가하는 권위주의에 반발하여 남부 지방은 1913년 반란을 일으켰지만, 북양군에 의해 효과적으로 진압되었다. 민정 총독은 군정 총독으로 교체되었다. 1915년 12월, 위안스카이는 새로운 왕조의 수장으로서 중국 황제가 되겠다는 의사를 밝혔다. 남부 지방은 호국 전쟁에서 다시 반란을 일으켰다. 그러나 이번에는 대부분의 북양군 사령관들이 군주제를 인정하기를 거부했기 때문에 상황이 훨씬 더 심각했다. 위안스카이는 부하들을 다시 끌어들이기 위해 군주제 복원 계획을 포기했지만, 1916년 6월 그가 사망할 무렵 중국은 정치적으로 분열되어 있었다. 남북 분열은 군벌 시대 내내 지속되었다.
위안스카이는 1914년 초 의회를 중단시키고 이어 지방 의회를 중단시키는 등 많은 정부 기관을 축소했다. 그의 내각은 곧 사임하여 위안스카이를 사실상 중국의 독재자로 만들었다. 위안스카이가 많은 기본 자유를 제한하자 나라는 빠르게 혼란에 빠져 군벌 시대로 접어들었다. "군벌주의는 다른 정부 요소들을 군사력으로 대체하지 않았다; 단지 그것들의 균형을 다르게 맞추었을 뿐이다. 이러한 균형의 변화는 부분적으로 중국 전통 민간 정부의 제재와 가치 붕괴에서 비롯되었다." 이 시기에는 중앙 권위에 의해 유지되던 국가 주도 민간 관료제에서 여러 집단에 의해 유지되는 군사 주도 문화로 전반적인 변화가 있었고, 권력은 군벌에서 군벌로 이동했다. C. 마틴 윌버(C. Martin Wilbur)가 밝힌 주제는 "대다수의 지역 군국주의자들이 '정적'이었다는 점, 즉 그들의 주된 목표는 특정 영토를 확보하고 유지하는 것이었다"는 것이었다.
미국 정치학자 루시안 파이의 말에 따르면, 군벌들은 "본능적으로 의심이 많고, 자신들의 이익이 위협받을 수 있다고 빨리 의심하며, 냉철하고, 단기적인 목표에 전념하며, 이상적인 추상에는 무관심했다." 군벌들은 대개 엄격한 군사적 배경을 가지고 있었고, 병사들과 일반 대중 모두에게 잔인하게 대했다. 1921년, 노스 차이나 데일리 뉴스는 산시성 (섬서성)에서 강도와 폭력 범죄가 만연하여 농민들을 공포에 떨게 했다고 보도했다. 직계군벌의 우페이푸는 철도 노동자들의 파업을 사형으로 위협하여 진압한 것으로 유명했다. 쓰촨성의 한 영국 외교관은 두 명의 반란군이 공개적으로 난도질당해 심장과 간이 걸려 있는 것을 목격했으며, 다른 두 명은 공개적으로 불태워 죽임을 당했고, 또 다른 이들은 몸에 칼집이 나 그 안에 불타는 양초가 삽입된 채 토막살해당하는 것을 보았다.

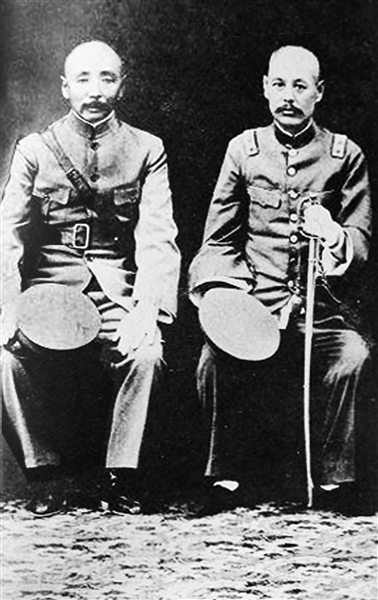
장쭤린 (왼쪽)과 우페이푸 (오른쪽), 이 시대의 가장 강력한 강력한 인물 중 두 명

군벌들은 개인적 충성을 매우 강조했지만, 부하 장교들은 "은탄환"으로 알려진 뇌물을 대가로 상관을 배신하는 경우가 많았고, 군벌들 역시 동맹을 배신했다. 승진은 능력과는 거의 관련이 없었으며, 대신 군벌들은 가족, 제도, 지역, 사제 관계의 복잡한 연결망과 의형제 및 비밀결사 가입을 통해 이를 구축하려 했다. 상관을 배신한 부하들은 혹독한 대가를 치를 수 있었다. 1925년 11월, 만주의 "늙은 원수" 장쭤린에게 충성하는 선임 장군 궈쑹링은 펑위샹과 반란을 일으키기로 계약했고, 이는 "늙은 원수"를 거의 전복시킬 뻔했다. 장쭤린은 반란군 병사들에게 임금 인상을 약속해야 했고, 일본이 여전히 장쭤린을 지지한다는 징후와 함께 그들은 그에 대한 충성심을 철회했다. 궈쑹링과 그의 아내는 모두 공개적으로 총살당했고, 그들의 시신은 펑위샹 시장에서 사흘 동안 매달려 있었다. 펑위샹이 동맹인 우페이푸를 배신하고 베이징을 장악하자, 우페이푸는 중국이 "체계 없는 나라; 무정부 상태와 반역이 어디에나 만연하다. 지도자를 배신하는 것이 아침 식사를 하는 것처럼 자연스러워졌다"고 불평했다.
'연대 정치'는 어떤 한 군벌이 시스템을 지배하는 것을 막았다. 한 군벌이 너무 강력해지기 시작하면, 나머지 군벌들은 그를 막기 위해 동맹을 맺었고, 그 다음에는 서로에게 등을 돌렸다. 초기 몇 년간의 폭력 수준은 제한적이었는데, 어떤 지도자도 너무 심각한 전투에 참여하고 싶어 하지 않았기 때문이다. 전쟁은 자신의 군대에 피해를 입힐 위험을 수반했다. 예를 들어, 우페이푸가 장쭤린의 군대를 격파했을 때, 그는 패배한 적들을 집으로 돌려보내기 위해 두 대의 열차를 제공했는데, 이는 미래에 장쭤린이 자신을 격파한다면 같은 예의를 기대할 수 있다는 것을 알았기 때문이다. 게다가, 군벌들은 결정적인 승리를 달성하는 데 필요한 경제적 또는 병참적 능력을 갖추지 못했으며, 일반적으로 대신 더 작은 영토를 차지하는 데 관심이 있었다. 폭력은 1920년대가 진행되면서 격렬해졌으며, 그 목적은 적에게 피해를 입히고 '연대 정치' 내에서 자신의 협상력을 향상시키는 것이었다.

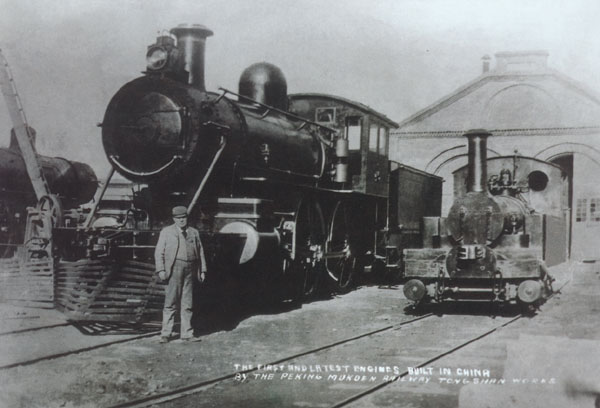
철도 통제는 군벌들에게 매우 중요했다.

중국의 인프라가 매우 열악했기 때문에, 철도 노선과 차량 통제는 영향권을 유지하는 데 결정적이었다. 철도는 대규모 병력을 이동시키는 가장 빠르고 저렴한 방법이었고, 이 시대의 대부분의 전투는 철도에서 가까운 거리에서 벌어졌다. 기관총과 대포로 가득 찬 장갑열차는 전투에 나서는 병사들에게 화력 지원을 제공했다. 1925-1927년에는 7개 부대의 최대 장갑열차 부대가 장쭝창 원수의 지휘하에 있었다. 장갑열차는 제1차 세계 대전 모델에 따라 러시아 설계자들이 하얼빈에서 지남으로 와서 철도 작업장을 건설했다. 철도 주변의 끊임없는 전투는 많은 경제적 피해를 야기했다. 1925년에는 난징과 상하이를 연결하는 노선에서 사용되던 기관차의 최소 50%가 파괴되었고, 한 군벌의 병사들은 300대의 화차를 숙소로 사용했는데, 이 모든 차량은 철도 선로에 불편하게 주차되어 있었다. 추격을 방해하기 위해 패배한 병사들은 후퇴하면서 철도를 파괴했다. 1924년에는 피해액이 1억 멕시코 은화 (당시 중국에서 사용되던 주요 통화)에 달했다. 1925년에서 1927년 사이에 중국 동부와 남부에서 발생한 전투로 인해 비군사 철도 운송량이 25% 감소하여 물가가 상승하고 창고에 재고가 쌓였다.
이 시기 중국의 분열은 여러 지역에서 다양한 정치적 실험을 낳았다. 일부 지역에서는 도시 및 지방 의회 선거의 다양한 선거 메커니즘을 포함하여 민주주의의 측면을 실험했다. 예를 들어, 후난성에서는 헌법과 보통선거권이 확립되었고, 여러 단계의 의회가 대중 투표로 선출되었다. 이러한 부분적 민주주의 실험은 오래가지 못했다.:66

## 군벌의 특징
군벌들 중에는 어떤 종류의 이념을 가진 사람도 거의 없었다. 산시성 (산서성)의 "모범 총독" 옌시산은 민주주의, 군국주의, 개인주의, 자본주의, 사회주의, 공산주의, 제국주의, 보편주의, 아나키즘, 그리고 유교적 온정주의의 요소를 하나로 합친 혼합주의 신념을 표방했다. 한 친구는 옌시산을 "키 중간에 검은 피부를 가진 콧수염 남자로, 거의 웃지 않고 매우 절제된 태도를 유지했으며, 자신의 내면 감정을 결코 드러내지 않았다"고 묘사했다. 그는 자신의 성을 침략하기 어렵게 하기 위해 산시성 (산서성)의 철도 궤간을 중국의 나머지 지역과 다르게 유지했는데, 이는 산시성의 주요 부의 원천인 석탄과 철의 수출을 방해하기도 했다. "기독교 장군" 펑위샹은 감리교회와 모호한 종류의 좌파 성향의 중국 국민주의를 장려했으며, 이는 소련이 한동안 그를 지지하게 만들었다. 그는 술을 금하고, 소박하게 생활했으며, 병사들에 대한 염려를 보여주기 위해 보병의 일반적인 군복을 입었다. 펑위샹은 어릴 때부터 군인이었고, 우페이푸처럼 바오딩 사관학교를 졸업했다. 그는 1913년 기독교청년회 지도자에게 세례를 받았고, 병사들에게 기독교를 추구하도록 격려하여 "기독교 장군"으로 알려졌다. 그는 1924년 베이징을 장악하여 중국의 주요 도시가 얼마나 쉽게 전복될 수 있는지를 보여주었다.
"철학자 장군"으로 알려진 우페이푸는 과거에 합격한 만다린이었고, 자신을 유교적 가치의 수호자로 자처하며 사진에서 학자의 붓(유교 문화의 상징)을 들고 있는 모습으로 자주 등장했다. 그러나 회의론자들은 그의 비서가 죽자 서예 실력이 현저히 떨어졌다는 점을 지적했다. 우페이푸는 자신의 사무실에서 영웅 조지 워싱턴의 초상화를 배경으로 사진을 찍어 자신이 중국에 가져오려는 민주적 군국주의를 반영하려 했다. 우페이푸는 엄청난 양의 술을 마시고도 계속 마실 수 있는 능력으로 유명했다. 그가 펑위샹에게 브랜디 한 병을 보냈을 때, 펑위샹은 물 한 병을 보내 답례했지만, 우페이푸는 그 메시지를 이해하지 못했다. 열렬한 중국 민족주의자였던 우페이푸는 중국 내 외국 조차지에는 들어가지 않겠다고 주장했는데, 이는 그가 의료 치료를 위해 상하이의 국제 조계나 상하이 프랑스 조계로 가기를 거부했을 때 그의 목숨을 앗아가는 대가를 치르게 되었다.

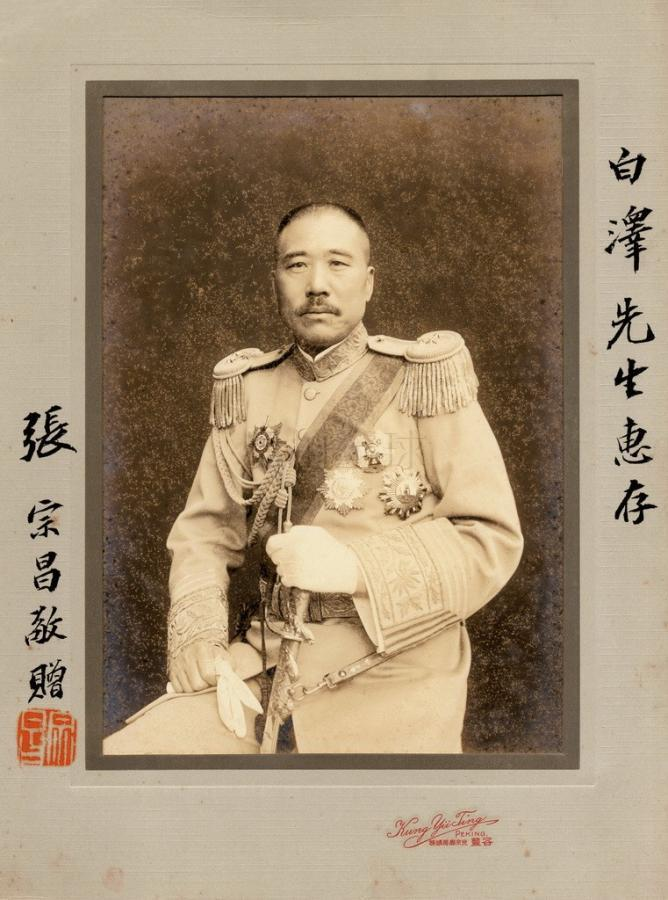
가장 악명 높은 중국 군벌 중 한 명인 장쭝창

더 일반적인 인물은 "만주의 군벌" 장쭤린 원수였다. 그는 "녹림 대학 졸업생" (즉, 도적), 글을 모르는 사람이었으나 강력하고 야심찬 성격으로 인해 산적 무리의 지도자에서 성장하여 1904-05년 러일 전쟁 중 일본에 고용되어 러시아군을 공격하고 1916년 만주의 군벌이 되었다. 그는 일본을 위해 만주를 통치하는 데 공개적으로 협력했다. 장쭤린은 중국 인구의 3%만을 통제했지만, 중공업의 90%를 통제했다. 만주의 부, 일본의 지원, 그리고 장쭤린의 강력하고 빠르게 움직이는 기병대는 그를 가장 강력한 군벌로 만들었다. 그의 일본 후원자들은 일본 투자를 용이하게 하기 위해 안정적인 경제 환경을 보장하도록 요구했으며, 이로 인해 그는 단순한 약탈 대신 경제 성장을 추구하려 했던 몇 안 되는 군벌 중 한 명이었다. 장쭤린은 러일 전쟁 동안 일본의 러시아에 대한 동맹국이 되었다. 그는 또한 1911년부터 펑톈의 군정 장관을 역임했다.
"개고기 장군"으로 알려진 장쭝창은 그 이름의 도박 게임에 대한 사랑 때문에 "코끼리의 체격, 돼지의 두뇌, 호랑이의 기질"을 가졌다고 묘사되었다. 작가 린위탕은 장쭝창을 "현대 중국에서 가장 다채롭고 전설적이며 중세적이고 부끄러움 없는 통치자"라고 불렀다. 전 황제 푸이는 장쭝창을 "보편적으로 혐오받는 괴물"로 기억했는데, 그의 못생기고 부풀어 오른 얼굴은 "심한 아편 흡연으로 인한 자줏빛을 띠고 있었다." 잔인한 장쭝창은 포로들의 머리를 칼로 내리쳐 부수는 취미로 악명 높았는데, 그는 이를 "멜론 부수기"라고 불렀다. 그는 자신의 음경 크기를 자랑하는 것을 좋아했으며, 이는 그의 전설의 일부가 되었다. 그는 중국에서 가장 성기가 큰 사람으로 널리 알려졌으며, 발기 시 음경이 86개의 멕시코 은화 (25.8 cm 또는 10.16 인치) 높이에 달한다고 하여 "86번 장군"이라는 별명을 얻었다. 그의 하렘은 중국인, 한국인, 일본인, 러시아인, 그리고 두 명의 프랑스 여성으로 구성되어 있었다. 그는 그들의 이름을 기억할 수 없어서 번호를 매겼지만, 그 번호마저도 보통 잊어버렸다.

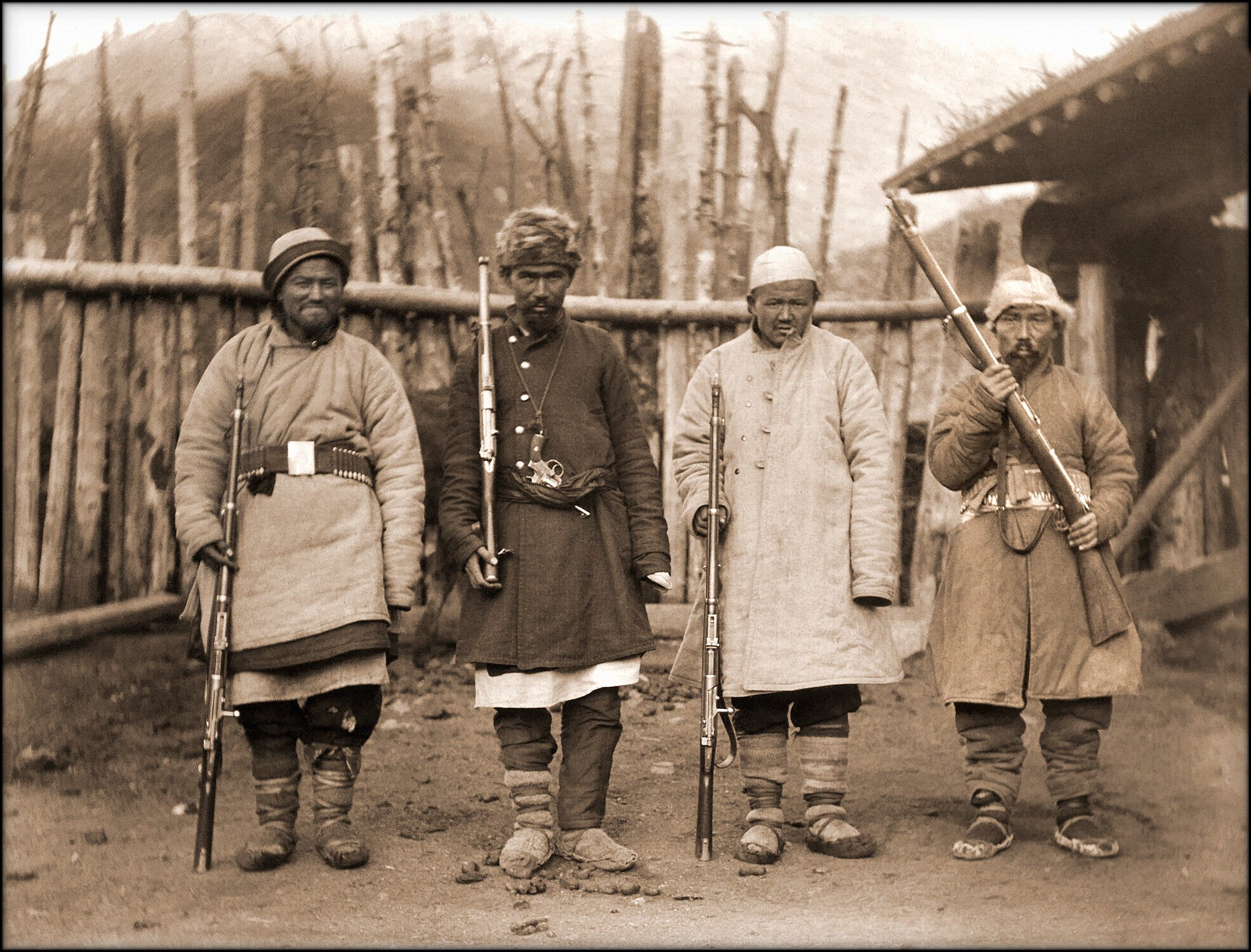
1915년경 중국 서북부의 도적떼

이 시대 군벌과 정치인들의 광범위한 이념적 유연성은 중요한 도적 두목 바이랑의 활동에서 잘 드러난다. 그는 처음에는 초보수주의적 군주주의자들과 군벌들과 함께 청나라를 지지하며 싸웠지만, 바이랑은 나중에 공화주의자들과 동맹을 맺고, 쑨원에게 충성을 맹세하고 중국에서 모든 군벌을 없애기 위한 "시민 징벌군"을 결성했다.

## 군벌군
좋은 철은 못을 만들지 않고, 좋은 남자는 군인이 되지 않는다.
군벌 군대의 일반 병사들 중 다수는 도적들이었는데, 이들은 한 캠페인을 위해 병사로 복무하다가 캠페인이 끝나면 다시 도적질로 돌아갔다. 한 정치인은 군벌들이 서로 전쟁을 벌일 때 도적들이 병사가 되고, 전쟁이 끝나면 병사들이 도적이 된다고 언급했다. 군벌 군대는 흔히 여성들을 강간하거나 성노예로 끌고 갔다. 약탈 체계는 조직화되었는데, 많은 군벌들이 병사들에게 급여를 지급할 돈이 없었기 때문이었다. 일부는 납치를 하기도 했고, 신속한 지불을 독려하기 위해 인질의 잘린 손가락과 함께 몸값을 요구하기도 했다.

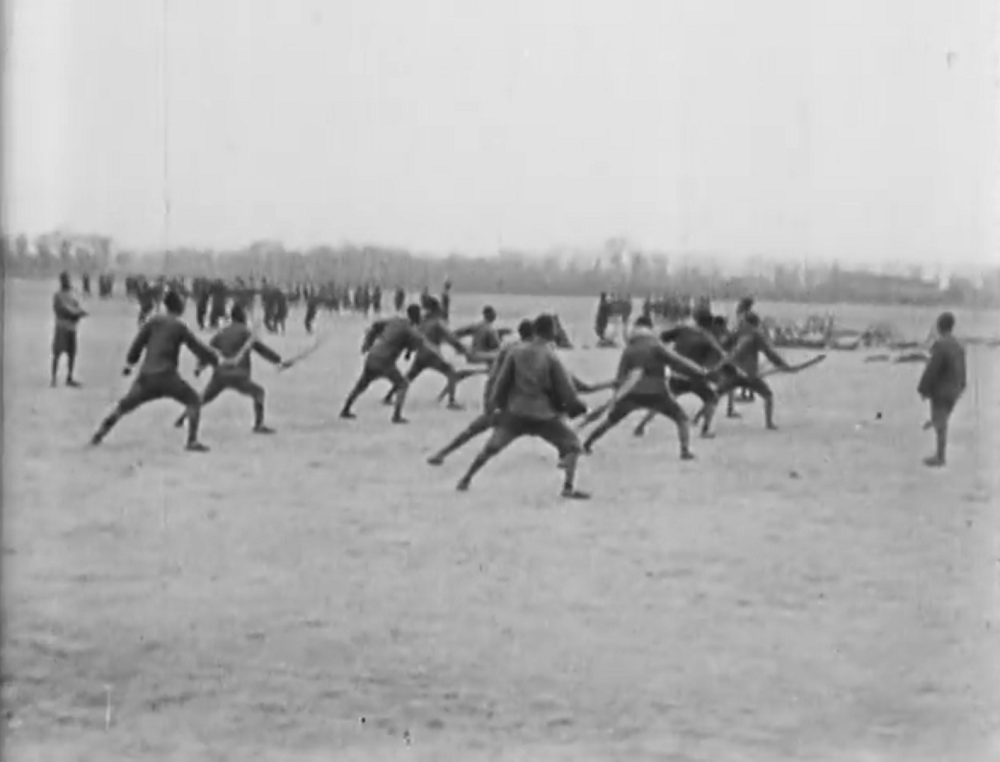
1920년대 어느 시점, 다오 검으로 훈련하는 군벌 병사들. 일부 군벌 군대, 특히 중국 남부의 군대는 무기, 급여, 보급이 열악했으며, 심지어 총, 탄약, 식량과 같은 기본적인 필수품조차 부족한 경우가 많았다.

도적 외에도, 군벌 군대의 일반 병사들은 주로 마을의 징집병들이었다. 그들은 한 군대에서 복무하다가 포로가 되고, 다시 붙잡히기 전에 포로를 잡은 군대에 합류하기도 했다. 군벌들은 보통 포로들을 자신의 군대에 편입시켰다. 우 장군의 군대에 복무하던 최소 20만 명의 병사들은 그가 자신의 군대에 편입시킨 포로들이었다. 1924년 한 군벌 주둔지에 대한 조사 결과, 병사들의 90%가 문맹이었다. 1926년 미 육군 장교 조지프 스틸웰은 한 군벌 부대를 검사하고 20%가 키가 4 피트 6 인치 (1.37 m) 미만이었고, 평균 연령은 14세였으며 대부분 맨발로 걸었다고 관찰했다. 스틸웰은 이 "허수아비 부대"가 군사 부대로서 가치가 없다고 썼다. 한 영국군 방문객은 적절한 리더십이 제공된다면 중국 북부의 남성들은 "어떤 면에서도 뒤지지 않는 체격과 강인한 체질을 가진 최고의 동양 원자재"라고 언급했다. 그러나 이러한 부대는 예외적인 경우였다.

### 재정

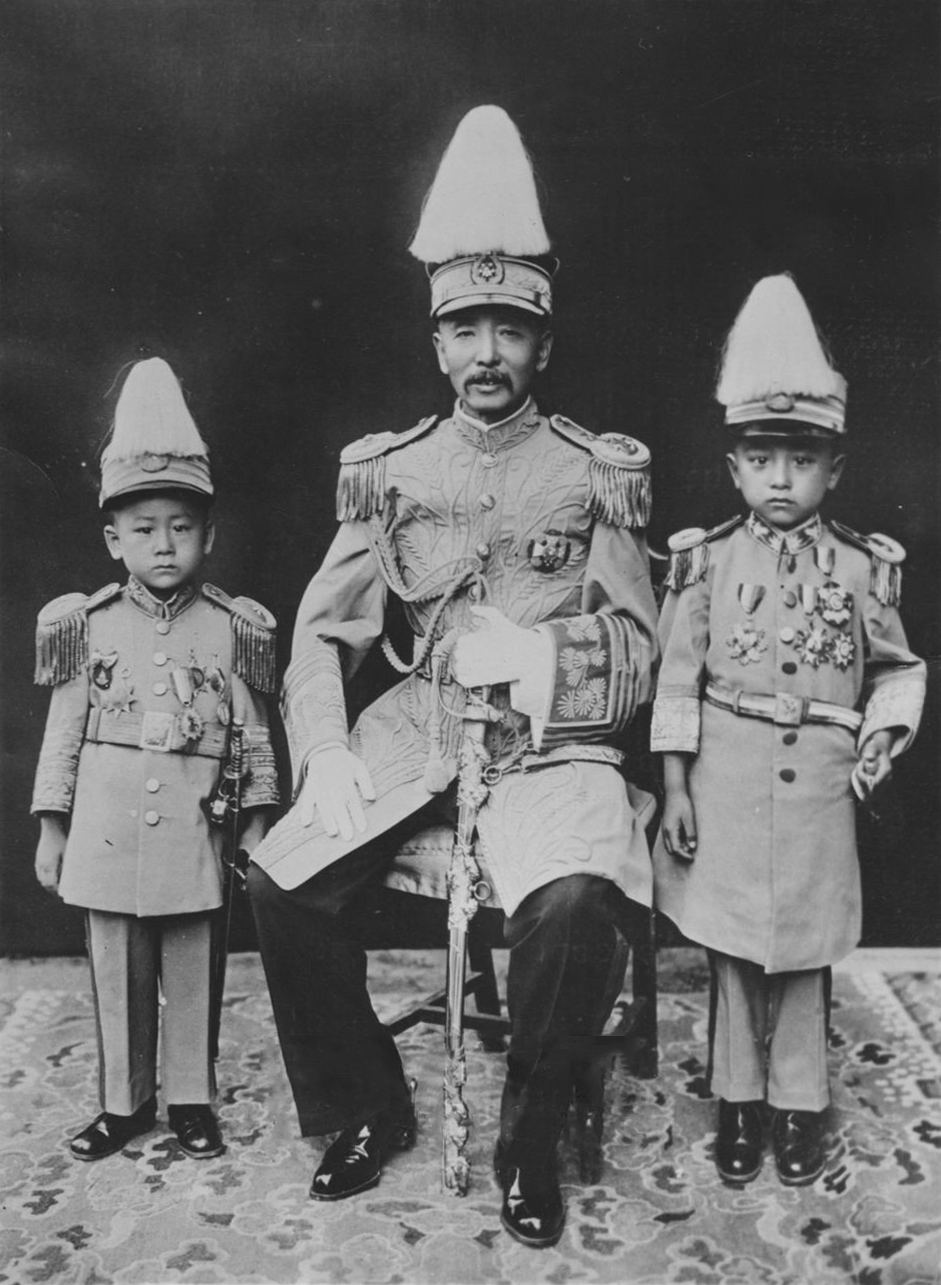
두 아들과 함께 있는 장쭤린, 둘 다 비싼 소형 군복을 입고 있다.

1916년 중국에는 약 50만 명의 병력이 있었다. 1922년에는 그 수가 세 배로 늘었고, 1924년에는 다시 세 배로 늘어 군벌들이 감당할 수 없을 정도였다. 예를 들어, 산업화된 만주의 통치자인 장쭤린 원수는 1925년에 2,300만 달러의 세금을 징수했지만, 약 5,100만 달러를 지출했다. 다른 성의 군벌들은 훨씬 더 어려움을 겪었다. 자금 조달 방법 중 하나는 흔히 몰수적이었고 경제적 피해를 많이 입힌 리진이라는 세금이었다. 예를 들어, 쓰촨성에는 소금에 27가지 다른 세금이 있었고, 양쯔강을 따라 상하이로 보내진 종이 한 척은 다양한 군벌들에 의해 11번이나 세금을 부과받아 그 가치의 총 160%에 달했다. 한 군벌은 식량을 포함한 철도 운임에 100% 세금을 부과했는데, 심지어 자신의 성에 기근이 들었는데도 그랬다. 인지세와 소금에 대한 중앙 정부에 납부해야 할 세금은 보통 지역 당국이 징수했다. 만주의 모든 부와 일본군의 지원에도 불구하고, 장쭤린 원수는 전쟁 비용을 지불하기 위해 1922년에서 1928년 사이에 토지세를 12% 인상해야 했다.
군벌들은 은행에 대출을 요구했다. 세금, 대출, 약탈 외에 또 다른 주요 수입원은 아편 판매였는데, 군벌들은 자신들의 성 내에서 아편 재배 및 판매권을 갱스터 연합체에 팔았다. 겉으로는 아편 반대 입장을 표명했음에도 불구하고, "기독교 장군" 펑위샹 장군은 아편 판매로 연간 약 2천만 달러를 벌어들였다. 인플레이션 또한 병사들에게 급여를 지급하는 수단이었다. 일부 군벌들은 단순히 지폐 인쇄기를 가동했고, 일부는 새로운 중국 달러를 발행하기 위해 복사기를 사용하기도 했다. 후난성을 통치하던 군벌은 1년 동안 은 보유량 100만 중국 달러에 불과한데도 2,200만 중국 달러를 인쇄했으며, 산둥성의 장쭝창은 같은 해에 은 보유량 150만 중국 달러에 5,500만 중국 달러를 인쇄했다. 글을 모르는 장쭤린 원수는 무모하게 중국 달러를 인쇄하여 만주의 인플레이션을 유발한 것이 자신임을 이해하지 못했고, 그의 해결책은 단순히 펑톈의 주요 상인들을 불러 가격을 계속 올리는 탐욕을 비난한 뒤 무작위로 다섯 명을 공개 총살하고 나머지는 더 잘 행동하라고 말하는 것이었다.

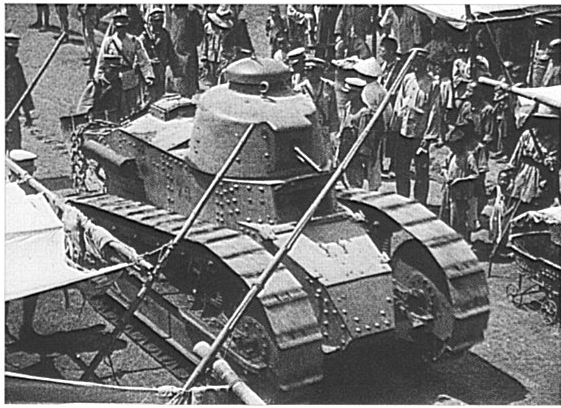
북벌 시기 봉천 군벌의 르노 FT

돈에 대한 끊임없는 필요에도 불구하고 군벌들은 호화롭게 살았다. 장쭤린 원수는 세계에서 가장 큰 진주를 소유했고, 우페이푸 장군은 세계에서 가장 큰 다이아몬드를 소유했다. "늙은 원수" 장쭤린 원수는 펑톈에 있는 호화로운 궁전에서 다섯 아내와 함께 살았고, 오래된 유교 서적들과 최고급 프랑스 와인이 가득한 지하 저장고를 가지고 있었으며, 자신과 아내들, 손님들을 위한 충분한 음식을 만들려면 주방에 70명의 요리사가 필요했다. "개고기 장군" 장쭝창 장군은 40조 벨기에산 식기를 사용하여 식사를 했고, 한 미국 언론인은 그와의 저녁 식사를 이렇게 묘사했다. "그는 굶주린 나라에서 엄청나게 비싼 음식을 내놓는 저녁 식사를 나에게 제공했다. 프랑스 샴페인과 훌륭한 브랜디가 있었다."

### 장비
군벌들은 해외에서 기관총과 대포를 사들였지만, 그들의 무학하고 문맹인 병사들은 그것들을 조작하거나 정비할 수 없었다. 한 영국인 용병은 1923년 우페이푸가 약 45문의 유럽 대포를 가지고 있었지만, 제대로 관리되지 않아 작동 불능 상태였다고 불평했다. 우르가 전투에서, 외몽골을 점령했던 쉬수정 장군의 군대는 웅게른 남작 지휘하의 러시아-몽골 연합군에 공격받았다. 중국군은 기관총을 제대로 발사할 수 있었다면 웅게른을 막을 수도 있었을 것이다. 기관총 발사 시 발생하는 필연적인 상향 요동을 조정하지 못했고, 이로 인해 총알이 목표물을 빗나갔다. 기관총을 제대로 사용하지 못한 것은 큰 대가를 치렀다. 웅게른은 1921년 2월 우르가를 점령한 후, 카자크인들과 몽골 기병들에게 쉬수정의 잔여 병사들이 중국으로 돌아가는 남쪽 길에서 도주하려 할 때 추격하도록 했다. 중국군은 1921년 6월 고비 사막에서 카자그란디 대령 휘하의 350명 규모 러시아 백군 병력 대부분을 학살했으며, 소련 붉은 군대가 웅게른슈테른베르크와 다른 부랴트, 러시아 백군 잔존 병력을 격파한 후 중국군이 러시아 백군 잔존 병력을 소탕하자 42명과 35명으로 구성된 두 무리의 병력만이 별도로 항복했다.
1922년 11월 러시아-중국 국경을 넘고 무장 해제될 때, 장쭤린 원수의 중국 당국은 블라디보스토크를 떠난 러시아 백군의 거의 모든 무기를 매입하거나 무상으로 받았다. 지린 국경 도시에서 중국군은 대량의 소총, 기관총, 탄약과 수류탄을 받았으며, 포병대는 즉시 창춘 시로 보내졌다.
무기 수입이 비실용적이게 되자, 군벌 군대는 서구 총기류의 현지 제작 복제품(드물게 사용되는 프란츠 스톡 피스톨과 같은 총기도 포함) 또는 자체 고유의 설계를 사용했다.

## 다른 세력

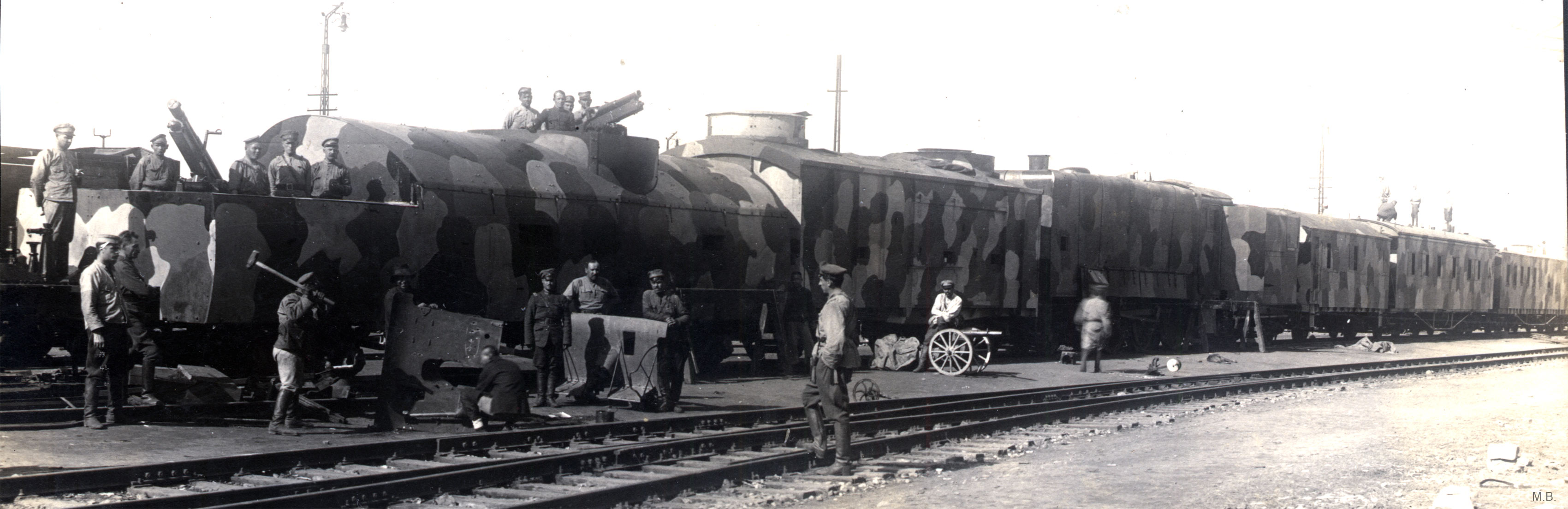
네차예프 분리대에 있던 러시아 장갑열차, 1926년

군벌들은 병사들이 현대 무기를 사용하거나 제대로 관리하지 못했기 때문에, 유능하지만 항상 다른 제안에 열려 있는 외국인 용병을 고용하는 경우가 많았다. 볼셰비키 승리 후 중국으로 도피한 러시아 이민자들이 널리 고용되었다. 한 러시아 용병은 전투 중 그들이 중국군을 "버터에 칼을 대는 것처럼" 쉽게 뚫었다고 주장했다. 가장 높은 급여를 받는 러시아 부대는 산둥성을 통치했던 "개고기 장군" 장쭝창을 위해 싸웠던 콘스탄틴 네차예프 장군이 이끌었다. 장쭝창은 러시아 여인들을 첩으로 두기도 했다. 네차예프와 그의 병사들은 매우 두려움의 대상이었다. 1926년 그들은 장갑 열차 세 대를 타고 시골을 가로지르며 만나는 모든 사람들을 총살하고 움직일 수 있는 모든 것을 가져갔다. 이 광란은 농민들이 기찻길을 뽑아버리면서 비로소 멈췄고, 이로 인해 네차예프는 가장 가까운 마을을 약탈했다. 네차예프는 1925년 쑤이저우 근처에서 그와 그의 지휘 하에 있던 장갑 열차 한 대가 포위되었을 때 중국군에게 엄청난 패배를 당했다. 중국인 적들은 철도를 파괴했고, 이 기회를 이용하여 열차에 탑승한 거의 모든 러시아 용병들을 학살했다. 네차예프는 이 사건에서 살아남았지만, 치열한 전투 중에 다리 일부를 잃었다. 1926년 10월, 네차예프는 6대의 훌륭한 장갑 열차를 보유하고 있었으며, 이는 상당한 군사력을 나타냈다. 1926년 중국 군벌 쑨촨팡은 장쭝창 휘하 65사단에서 복무하던 네차예프 여단의 백군 용병들에게 피비린내 나는 사상자를 입혔고, 1927년까지 러시아 병력은 3,000명에서 수백 명으로 줄어들었으며, 남은 러시아 생존자들은 장갑 열차에서 싸웠다. 북벌 중 중국 국민군 병력은 장쭝창 휘하의 러시아 용병 장갑 열차를 점령했고, 1928년 산둥성 거리에서 러시아 포로들의 코를 밧줄로 꿰어 공개적으로 행진시키는 잔인한 행동을 저질렀는데, 이는 "두꺼운 밧줄이 코를 꿰뚫었다"고 묘사되었다.
백러시아 용병들은 1933년 2월 21일 우루무치를 점령하려던 위구르 무슬림들을 혼전에서 물리쳤다. 우 아이첸은 신장군벌 군벌 진수례 휘하의 백러시아 용병들이 전투에서 600명의 위구르족을 학살했다고 언급했다. 진수례는 러시아 여성들을 인질로 삼아 남편들이 용병으로 복무하도록 강요했다.
후이족 무슬림들은 투퉁 전투와 다완청 전투에서 백러시아군과 소련 붉은 군대 러시아군을 상대로 격렬한 전투를 벌여 러시아군에게 막대한 손실을 입혔다.
중국군은 1944년부터 1946년까지 이리 반란 기간 동안 이리의 백러시아군과 소련 붉은 군대가 동튀르키스탄 제2공화국 이리 민족군으로 복무했을 때 많은 백러시아군과 소련군 병사들을 살해했다.
군벌 세력과 군대의 공격으로부터 스스로를 방어하기 위해 농민들은 비밀결사와 마을 연합을 조직하여 자기방어 민병대이자 자경단 역할을 했다. 농민들은 대개 총을 살 돈도 군사 훈련도 받지 못했기 때문에, 이 비밀결사들은 무술, 칼과 창 같은 자작 무기, 그리고 보호 마법에 대한 굳건한 믿음에 의존했다. 후자는 특히 중요했는데, 무적이라는 확신이 "자신들의 보잘것없는 소유물을 방어할 다른 자원이 거의 없는 사람들의 결의를 강화하는 강력한 무기"였기 때문이었다. 농민들이 행하는 마법 의식은 부적을 삼키는 것과 같은 비교적 단순한 것에서부터 훨씬 더 정교한 관행에 이르기까지 다양했다. 예를 들어, 홍창회의 구성원들은 총알에 대한 무적을 부여하고 기의 힘을 집중시키기 위해 비밀 의식을 행했으며, 몸에 방탄 효과가 있다고 믿는 붉은 흙을 바른 채 나체로 전투에 임했다. 상복회는 각 전투 전에 세 번의 고두를 하고 큰 소리로 울부짖었다. 또한 철문회나 화롱회와 같은 여성 전용 자기방어 단체도 있었다. 전자는 완전히 흰색 옷(중국에서 죽음의 색)을 입고 총격을 막아준다고 믿는 부채를 흔들었으며, 후자는 칼과 상대방의 총알을 잡는 마법 바구니로 싸웠다. 중화민국에 실망하고 군벌의 약탈로 인해 절망한 많은 농민 비밀결사들은 천년왕국론적 신념을 받아들이고, 옛 명나라가 이끄는 왕조 복원을 주장했다. 과거는 널리 낭만화되었고, 많은 사람들은 명나라 황제가 "모두를 위한 행복과 정의의 통치"를 가져올 것이라고 믿었다.

## 파벌

### 북방 파벌
- 환계군벌
- 직계군벌
- 봉천군벌
- 진계군벌
- 서북군
- 마가군
- 신장군벌

### 남방 파벌
- 중국국민당
- 중국공산당
- 전계군벌
- 구이저우성 군벌
- 구계계
- 신계계
- 광둥성 군벌
- 쓰촨군벌 (1932년까지 류원후이, 류량 전쟁 이후 류샹)
- 후난성 군벌

## 같이 보기
- 중독 협력
- 중화민국 국군
- 중화민국의 정치
- 전국 시대

### 참고 문헌
- Billingsley, Phil (1988). 《Bandits in Republican China》. 스탠퍼드, 캘리포니아: 스탠퍼드 대학교 출판부.
- Chan, Anthony B. (2010년 10월 1일). 《Arming the Chinese: The Western Armaments Trade in Warlord China, 1920–28, Second Edition》. UBC Press. 69–쪽. ISBN 978-0-7748-1992-3.
- Chesneaux, Jean (1972). 〈Secret Societies in China's Historical Evolution〉.   Jean Chesneaux. 《Popular Movements and Secret Societies in China 1840-1950》. 스탠퍼드, 캘리포니아: 스탠퍼드 대학교 출판부. 1–21쪽.
- McCord, Edward A. (1993), 《The Power of the Gun: The Emergence of Modern Chinese Warlordism》, Berkeley, CA: University of California Press
- Fenby, Jonathan (2004). 《Generalissimo: Chiang Kai-shek and the China He Lost》. London. ISBN 9780743231442.
- Jowett, Philip. Chinese Warlord Armies 1911–30 (Men-at-Arms Series 2010)
- Lary, Diana. “Warlord Studies.” Modern China 6#4 (1980), pp. 439–470. online
- Lary, Diana (1985). 《Warlord Soldiers: Chinese Common Soldiers 1911–1937》. Cambridge: Cambridge University Press. ISBN 978-0-521-13629-7.
- McAleavy, Henry. "China Under The Warlords, Part I." History Today (Apr 1962) 12#4 pp 227–233; and "Part II" (May 1962), 12#5 pp 303–311.
- Michael, Franz H. “Military Organization and Power Structure of China during the Taiping Rebellion.” Pacific Historical Review 18#4 (1949), pp. 469–483. online
- Novikov, Boris (1972). 〈The Anti-Manchu Propaganda of the Triads, ca. 1800–1860〉.   Jean Chesneaux. 《Popular Movements and Secret Societies in China 1840–1950》. 스탠퍼드, 캘리포니아: 스탠퍼드 대학교 출판부. 49–63쪽.
- Sheridan, James E. (1975). 《China in Disintegration: The Republican Era in Chinese History, 1912–1949》. New York: Free Press. ISBN 978-0029286104.
- Waldron, Arthur (1991). 《The Warlord: Twentieth Chinese Understandings of Violence, Militarism, and Imperialism》. 《American Historical Review》 96. 1073–1100쪽. doi:10.2307/2164996. JSTOR 2164996.
- —— (1995). 《From War to Nationalism: China's Turning Point, 1924–1925》. Cambridge University Press. ISBN 978-0-521-52332-5.
- Jowett, Philip S. (1997). 《Chinese Civil War Armies 1911–49》. Osprey Publishing. ISBN 978-1-85532-665-1.
- Jowett, Philip S. (2014). 《The Armies of Warlord China 1911–1928》. 애틀글렌, 펜실베이니아: Schiffer Publishing. ISBN 978-0764343452.
- Jowett, Philip S. (2017). 《The Bitter Peace. Conflict in China 1928–37》. 스트라우드: Amberley Publishing. ISBN 978-1445651927.
- Perry, Elizabeth J. (1980). 《Rebels and Revolutionaries in North China, 1845-1945》. 스탠퍼드, 캘리포니아: 스탠퍼드 대학교 출판부.